# Presidentes do Botafogo de Futebol e Regatas
Esta é uma lista de presidentes do Botafogo. Incluem-se nela presidentes dos antigos Club de Regatas Botafogo e Botafogo Football Club, fundados em 1894 e 1904 respectivamente, e o atual Botafogo de Futebol e Regatas, criado em 1942.
O atual presidente é o empresário João Paulo Magalhães, eleito em dezembro de 2024 para o quadriênio 2025 a 2028.
As eleições do Botafogo ocorrem a cada 4 anos de acordo com o novo estatuto aprovado em 2017 e entrando em vigor apenas nas eleições de 2021. Anteriormente, as eleições era a cada 3 anos.

## Presidentes do Club de Regatas Botafogo
| Início do mandato | Término do mandato | Presidente                        | Ref. |
| 1894              | 1895               | José Maria Dias Braga             | –    |
| 1895              | 1895               | Eugênio Paiva de Azevedo          | –    |
| 1895              | 1903               | Gastão Cardoso                    | –    |
| 1903              | 1903               | João Carlos de Mello              | –    |
| 1904              | 1904               | Raul do Rego Macedo               | –    |
| 1905              | 1905               | Tito Valverde de Miranda          | –    |
| 1906              | 1909               | Conrado Maia                      | –    |
| 1910              | 1916               | Gastão Cardoso                    | –    |
| 1917              | 1919               | Raul do Rego Macedo               | –    |
| 1920              | 1921               | Álvaro Werneck                    | –    |
| 1922              | 1922               | Raul do Rego Macedo               | –    |
| 1923              | 1923               | Álvaro Werneck                    | –    |
| 1924              | 1926               | Antônio Mendes de Oliveira Castro | –    |
| 1927              | 1928               | Álvaro Werneck                    | –    |
| 1928              | 1930               | Armando de Oliveira Flores        | –    |
| 1930              | 1930               | Alberto Ruiz                      | –    |
| 1931              | 1935               | Octávio Costa Macedo              | –    |
| 1935              | 1937               | Ibsen De Rossi                    | –    |
| 1937              | 1938               | Julius Anton Henrich Arp Júnior   | –    |
| 1938              | 1938               | Mário Ferreira                    | –    |
| 1938              | 1939               | Abelardo Martins Torres           | –    |
| 1939              | 1940               | Álvaro Gomes de Oliveira          | –    |
| 1941              | 1942               | Augusto Frederico Schimidt        | –    |

## Presidentes do Botafogo Football Club
| Início do mandato | Término do mandato | Presidente                       | Ref. |
| 1904              | 1904               | Flávio da Silva Ramos            | –    |
| 1904              | 1904               | Alfredo Guedes de Mello          | –    |
| 1905              | 1905               | Waldemar Pereira da Cunha        | –    |
| 1905              | 1907               | Joaquim Antônio de Souza Ribeiro | –    |
| 1908              | 1908               | Edwin Elkin Hime Júnior          | –    |
| 1909              | 1910               | Joaquim Antônio de Souza Ribeiro | –    |
| 1911              | 1911               | Alberto Cruz Santos              | –    |
| 1912              | 1914               | Joaquim de Lamare                | –    |
| 1914              | 1914               | Miguel de Pino Machado           | –    |
| 1915              | 1916               | Joaquim Antônio de Souza Ribeiro | –    |
| 1917              | 1918               | Miguel de Pino Machado           | –    |
| 1919              | 1921               | Renato Pacheco                   | –    |
| 1922              | 1922               | Samuel de Oliveira               | –    |
| 1923              | 1923               | Paulo Antônio Azeredo            | –    |
| 1923              | 1924               | Gabriel Loureiro Bernardes       | –    |
| 1925              | 1925               | Oldemar do Amaral Murtinho       | –    |
| 1926              | 1936               | Paulo Antônio Azeredo            | –    |
| 1936              | 1936               | Darke Bhering de Oliveira Mattos | –    |
| 1937              | 1939               | Sérgio Darcy                     | –    |
| 1940              | 1941               | João Lyra Filho                  | –    |
| 1941              | 1941               | Benjamin de Almeida Sodré        | –    |
| 1942              | 1942               | Eduardo de Góes Trindade         | –    |

## Presidentes do Botafogo de Futebol e Regatas
| Início do mandato | Término do mandato | Presidente                                         | Ref.          |
| 1942              | 1943               | Eduardo de Góes Trindade                           | –             |
| 1944              | 1947               | Adhemar Alves Bebiano                              | –             |
| 1947              | 1947               | Oswaldo Costa                                      | –             |
| 1948              | 1951               | Carlos Martins da Rocha (Carlito Rocha)            | –             |
| 1952              | 1953               | Ibsen De Rossi                                     | –             |
| 1954              | 1963               | Paulo Antônio Azeredo                              | –             |
| 1964              | 1967               | Ney Cidade Palmeiro                                | –             |
| 1968              | 1972               | Althemar Dutra de Castilho (Teté)                  | –             |
| 1973              | 1975               | Rivadávia Corrêa Meyer Jr.                         | –             |
| 1976              | 1981               | Charles Borer                                      | –             |
| 1982              | 1983               | Juca Mello Machado                                 | –             |
| 1983              | 1984               | Emmanuel Sodré Viveiros de Castro                  | –             |
| 1985              | 1990               | Althemar Dutra de Castilho (Teté)                  | –             |
| 1991              | 1992               | Emil Pinheiro                                      | –             |
| 1992              | 1992               | Jorge Aurélio Ribeiro Domingues                    | –             |
| 1992              | 1993               | Mauro Ney Machado Monteiro Palmeiro                | –             |
| 1994              | 1996               | Carlos Augusto Saad Montenegro                     | –             |
| 1997              | 1999               | José Luiz Rolim                                    | –             |
| 2000              | 2002               | Mauro Ney Machado Monteiro Palmeiro                | –             |
| 2003              | 2008               | Paulo Roberto de Freitas (Bebeto de Freitas)       | [ 6 ]         |
| 2009              | 2014               | Maurício Assumpção Souza Junior (Nininho da Praia) | [ 7 ]         |
| 2015              | 2017               | Carlos Eduardo Cunha Pereira                       | [ 8 ]         |
| 2018              | 2020               | Nelson Mufarrej                                    | [ 9 ]         |
| 2021              | 2024               | Durcésio Mello                                     | [ 10 ] [ 11 ] |
| 2025              | Atualmente         | João Paulo Magalhães                               | [ 12 ]        |